# 皮德杜布涅 (索卡爾區)
50°21′12″N 23°42′55″E / 50.35333°N 23.71528°E
皮德杜布涅（烏克蘭語：Піддубне），是烏克蘭西部的村莊，隸屬利維夫州的舍普季茨基區。該村面積0.61平方公里，海拔高度211米，2001年人口205，人口密度每平方公里336.07人。